# Мартинелли, Томмазо (футболист)
Томма́зо Мартине́лли (итал. Tommaso Martinelli; родился 6 января 2006) — итальянский футболист, вратарь клуба «Фиорентина».

## Клубная карьера
Воспитанник футбольной академии «Фиорентины». 2 июня 2024 года дебютировал за «Фиорентину» в итальянской Серии A, выйдя в стартовом составе в матче против «Аталанты».

## Карьера в сборной
Выступал за сборные Италии до 16, до 17 и до 18 лет.
В мае 2023 года в составе сборной Италии до 17 лет сыграл на юношеском чемпионате Европы в Венгрии. Провёл на турнире две игры.